# Petrus Canisius
Petrus Canisius, auch Petrus Kanisius, latinisiert aus Pieter Kanijs, auch P. Kanîs (* 8. Mai 1521 in Nimwegen, Herzogtum Geldern; † 21. Dezember 1597 in Freiburg im Üechtland, Schweiz), war ein Theologe und Schriftsteller, einer der ersten deutschen Jesuiten und einflussreicher geistlicher und politischer Vorkämpfer der Gegenreformation. Er verfasste den ersten katholischen Katechismus nach der Reformation. Der katholischen Kirche gilt Petrus Canisius nach Bonifatius als zweiter Apostel Deutschlands, Heiliger und Kirchenlehrer.

## Name
Die heute noch von einigen Autoren vertretene Meinung, der nimwegische Familienname Kanis oder Canis leite sich von (de) Hondt (= Hund) oder sogar Hontjes (= Hunde) ab, ist widerlegt worden. Schon 1611 schrieb der Jesuit Jan Buys oder Busaeus aus Nimwegen, dass der Name Canis nicht von dem deutschen Wort Hundt abgeleitet werden könne, obwohl das Wappen einen Hund führt. Der Name erscheint in den Akten von Nimwegen nur als Kanis, Canis, Kanijs oder Kanees, manchmal latinisiert zu Canisius oder Kanisius.

## Leben
Petrus Canisius war der Sohn des Bürgermeisters von Nimwegen. Sein Geburtsort lag damals in der Diözese Köln und somit im Heiligen Römischen Reich. Am Tag seiner Geburt wurde über Martin Luther in Worms die Reichsacht verhängt.
Am 8. Mai 1543, mit 22 Jahren, trat Petrus Canisius dem erst wenige Jahre zuvor gegründeten Orden der Jesuiten bei. Als achtes Mitglied der jungen Societas Jesu legte er im Pfarrhaus von St. Christoph in Mainz sein Gelübde ab. Später legte Canisius als erster deutscher Ordensprovinzial (1556–1569) den Grundstein dafür, dass die Jesuiten die Gegenreformation in Deutschland maßgeblich bestimmten.
Im Januar 1547 berief der Bischof von Augsburg, Kardinal Otto Truchsess von Waldburg, Canisius zum Konzil von Trient. Um diese Zeit begann er, die latinisierte Form seines Namens zu verwenden.

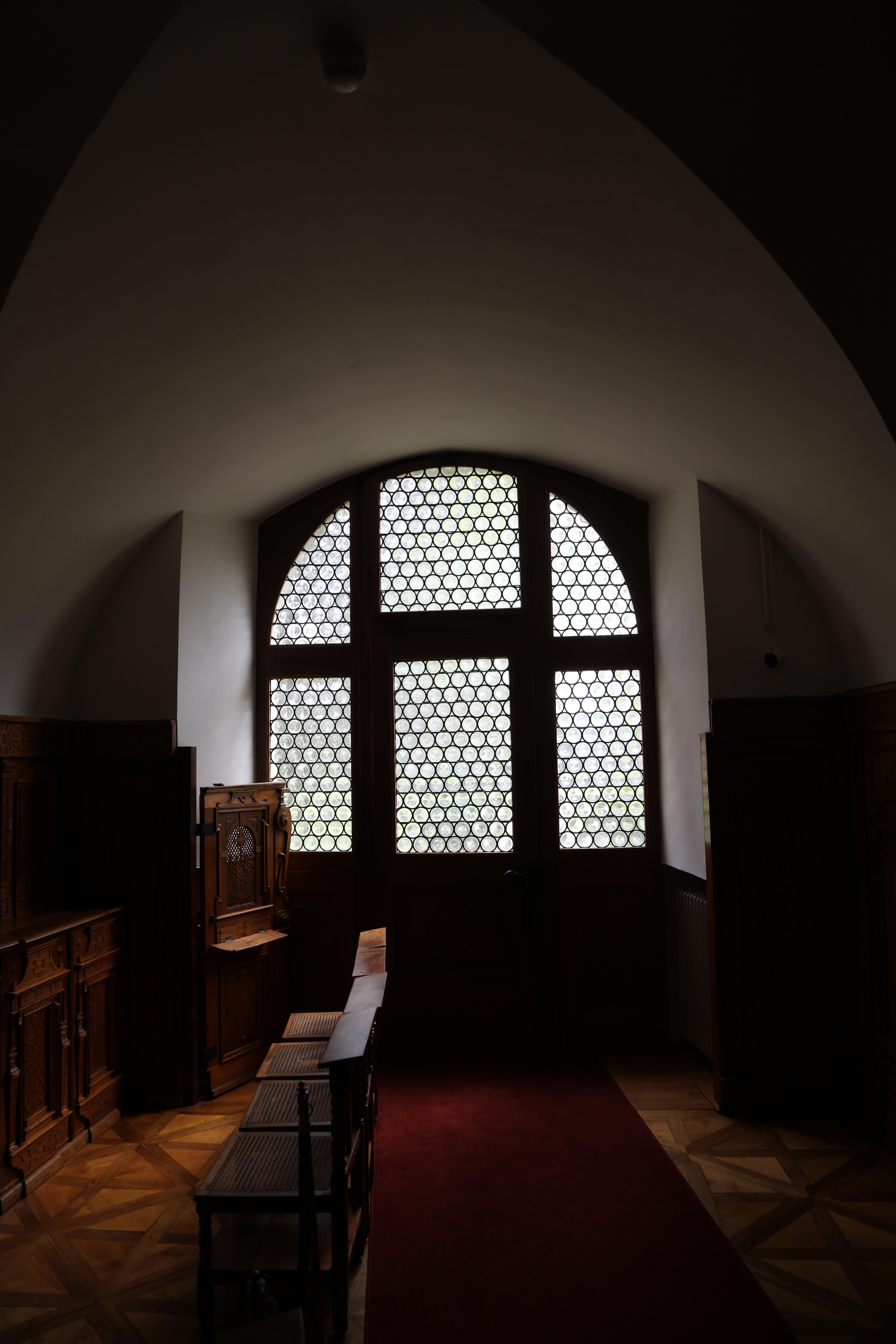
Sterbezimmer des Petrus Canisius im Kollegium St-Michael (Freiburg im Uechtland)

Canisius war Rektor und Theologieprofessor der Universität Ingolstadt und zählte zu den ersten Jesuiten, die ab 1552 nach Wien beordert wurden, um die Gegenreformation voranzutreiben. In Wien baute er die darniederliegende katholische Fakultät neu auf, war erfolgreicher Prediger und gründete hier mit Unterstützung Ferdinands I. das erste Jesuitenkolleg im deutschen Sprachraum, das eines der wichtigsten Instrumente der Gegenreformation war. Das Bischofsamt lehnte er ab, die Ernennung zum Administrator der Diözese Wien für die Jahre 1554 bis 1555 akzeptierte er und war auch als Domprediger tätig. Seine vielleicht bedeutendste Leistung in Wien war aber die Abfassung des ersten katholischen Katechismus, der ein jahrhundertelang erfolgreiches Buch blieb. Der „Kanisi“ war bis ins 20. Jahrhundert im deutschen Sprachraum Synonym für den Katechismus.
Im Februar 1556 predigte Canisius im überfüllten Stephansdom und führte den neuen Dombaumeister Hans Saphoy in sein Amt ein. In der Folge wurde das Abhalten lutherischer Gottesdienste in privaten Bürgerhäusern und im Wiener Rathaus streng verboten.
Canisius entfaltete ein reges Wirken im süddeutschen Raum. Sowohl Kaiser Ferdinand I. als auch Papst Gregor XIII. vertrauten ihm die Kirchenpolitik an. Von 1559 bis 1566 war er Domprediger in Augsburg.
Achtung schuf sich Petrus Canisius durch seine zurückhaltende Art im Umgang mit den Reformatoren, indem er nie von Ketzern oder Irrlehren sprach, sondern behutsam von „neuen Lehrern“ und „neuen Lehren“. Kirchliche Missstände prangerte er jedoch scharf und deutlich an. Sein Katechismus, der 1555 unter dem Titel Summa doctrinae christianae erschien, war als Antwort auf Luthers Großen Katechismus gedacht und wurde schon zu Lebzeiten 200 Mal nachgedruckt und ab 1591 vom Augsburger Fürstbischof Johann Otto von Gemmingen in den Schulen seines Machtbereiches eingeführt.
Gleichwohl war Canisius ein Verfechter der Hexenverfolgung. In seinen Augsburger Predigten machte er Hexen für Unwetter und Missernten verantwortlich und warf ihnen unter anderem Kindesmord und Kannibalismus vor. Dies trug zu einem Stimmungsumschwung zugunsten der Verfolgungsbefürworter im zuvor eher weltoffenen und humanistisch geprägten Augsburg bei. Wolfgang Behringer sieht in Canisius’ Predigten der 1560er-Jahre eine Mitursache für den neuen Ausbruch des Hexenwahns in Mitteleuropa nach einer Latenzphase von zwei Generationen.

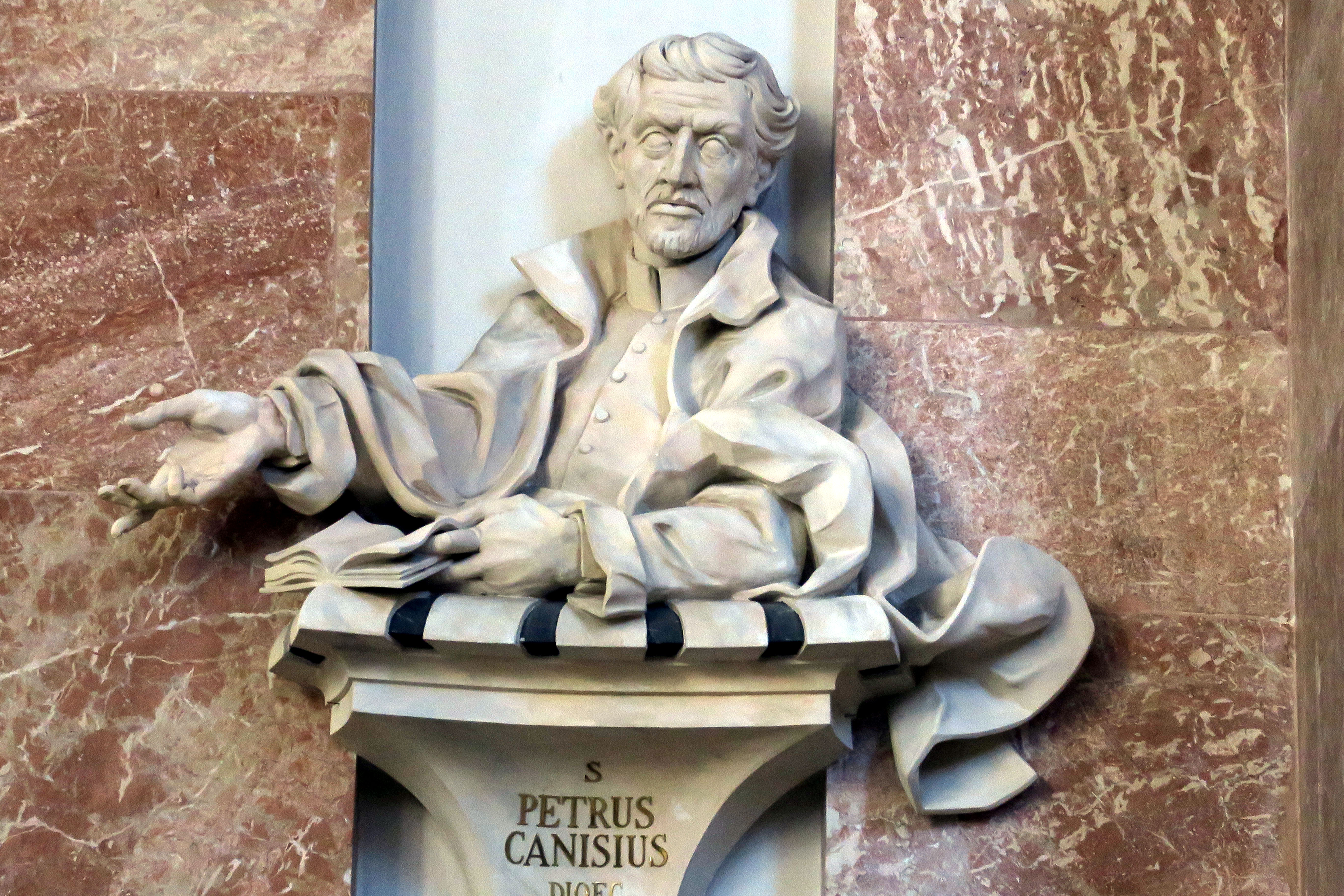
Petrus Canisius im Dom zu Innsbruck

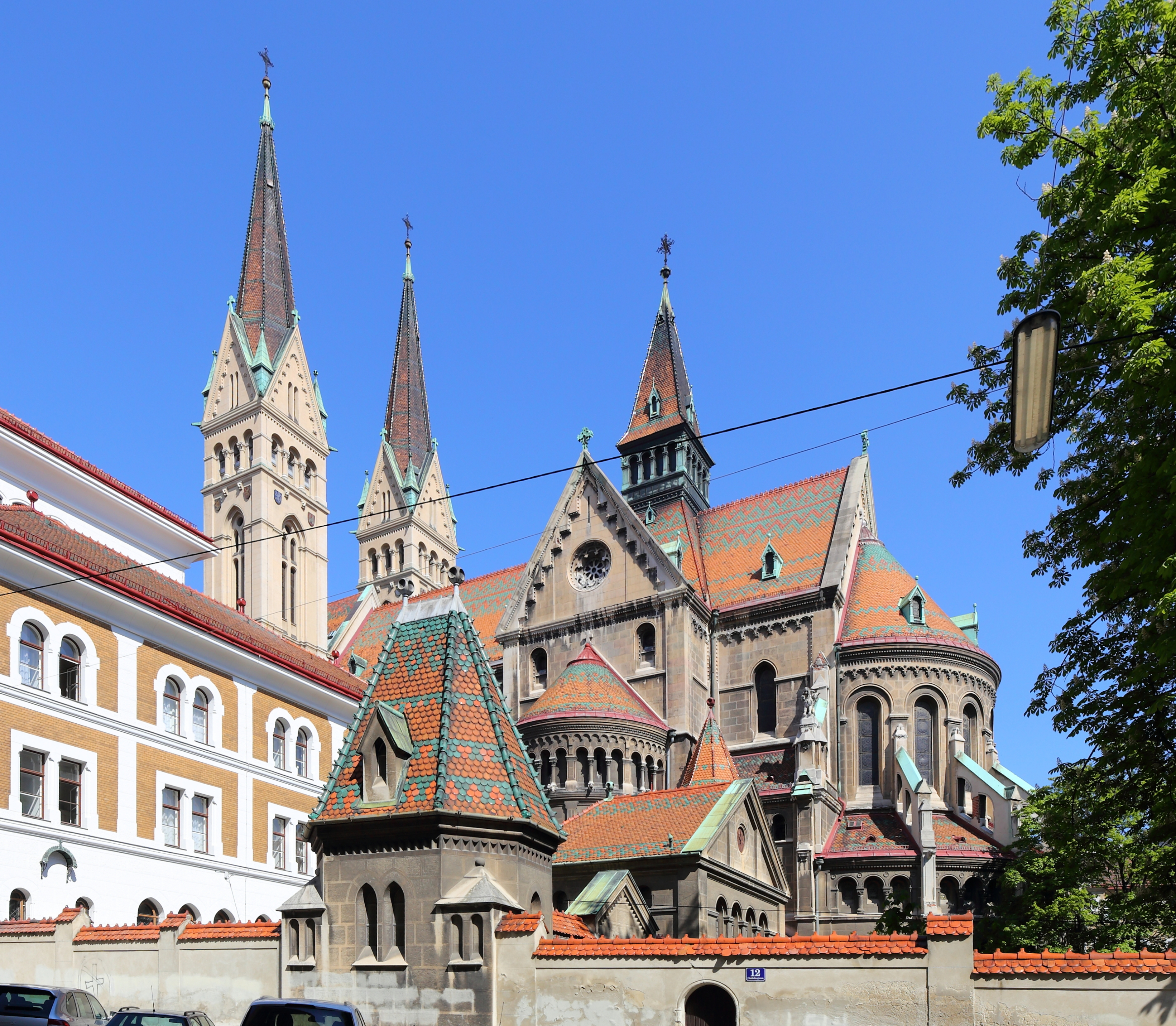
Die nach ihm benannte Kirche in Wien von der Canisiusgasse aus gesehen

In seinen letzten Lebensjahren gründete Canisius 1580 im Schweizer Freiburg das Kollegium Sankt Michael. Nach seinem Tod wurde Petrus Canisius in der Freiburger Universitätskirche St. Michael beigesetzt. 2021 wurde ein Teil der Reliquien in die Heilig-Grab-Kapelle der Freiburger St.-Nikolaus-Kathedrale umgebettet.
Der Kirchenrechtler und Historiker Heinrich Canisius († 1610 in Ingolstadt) war sein Neffe.

## Werke
- Kölner Taulerdruck (als Herausgeber), 1543 (s. Meister Eckhart)
- Summa doctrinae christianae […]. 1555
- Catechismus minimus (Kleiner Katechismus), 1556; univie.ac.at (Memento vom 17. Juli 2007 im Internet Archive) (deutsch)
- Parvus catechismus catholicorum, 1558
- Kurzer Inbegriff der christlichen Lehre Ausgabe 1826 und Katechismus der christkatholischen Religion in drei Abtheilungen Ausgabe 1833[10]
- Evangelien samt den Episteln auf alle Sonn- und Feyertage des ganzen Jahres. Nach alter, katholischer Gewohnheit ausgeteilt samt der Paßion / Durch P. Petrum Canisium, Soc. Jseu. Köln am Rhein : Lumschers Buchdruckerey auf dem Heumarkte Nro. 1054, 1827 (Digitalisat)

## Ehrungen und Patronate

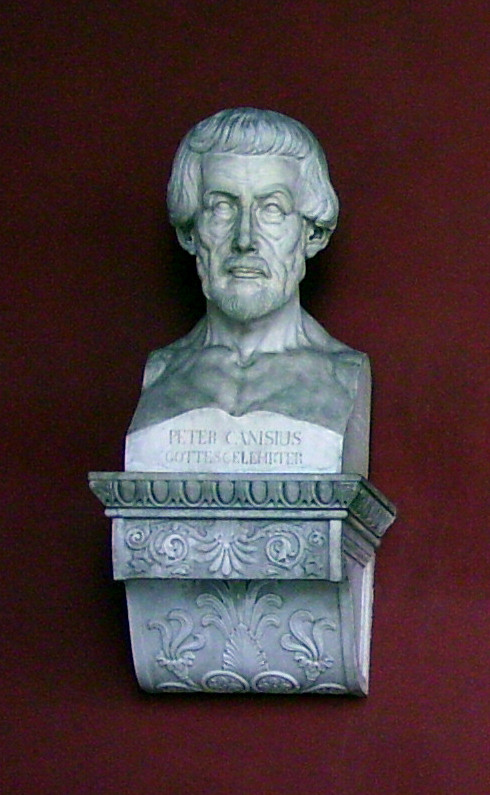
Büste des Peter Canisius in der Münchner Ruhmeshalle

1864 wurde Canisius selig und am 21. Mai 1925 von Pius XI. heiliggesprochen und zum Kirchenlehrer ernannt. Leo XIII. bezeichnete ihn in der Enzyklika Militantis ecclesiae (1. August 1897) zum 300. Todestag als den „Zweiten Apostel Deutschlands“ nach Bonifatius (lateinisch: „alter ille post Bonifacium Germaniae Apostolus“).
Canisius’ Büste fand Aufstellung in der Ruhmeshalle in München.
Canisius ist Schutzpatron der katholischen Schulorganisation in Deutschland und der 1964 errichteten Diözese Innsbruck.
Folgende Institutionen, Objekte und Werke sind nach Canisius benannt:
- Etliche Kapellen und Kirchen in Europa, siehe Canisiuskirche
- Die 1854 gegründete Brüdergemeinschaft der Canisianer
- Die 1898 gegründete Canisiusschule (auch als Canisiusstift bekannt) in Ahaus
- Die 1898 gegründete römisch-katholische Ordensgemeinschaft Kanisiusschwestern
- Die 1900 benannte Canisiusgasse in Wien-Alsergrund (9. Bezirk), dort befindet sich auch die Wiener Canisiuskirche
- Das 1918 gegründete Canisiuswerk (Zentrum für geistliche Berufe) in Wien
- Das 1923 gegründete katholische Gymnasium Canisius-Kolleg Berlin
- Die seit 1950 so benannte Petrus-Canisius-Schule in Weeze (zuerst Volksschule, seit 1967 Grundschule)
- Die ehemalige Petrus-Canisius-Schule (zuerst Volksschule, dann Hauptschule) in Kleve, in dem Gebäude ist heute die Volkshochschule untergebracht
- Eine niederländische Bibelübersetzung der römisch-katholischen Kirche in den Niederlanden, die Petrus-Canisius-Übersetzung (niederländisch: Petrus Canisiusvertaling), herausgegeben im Jahre 1939
- Der seit 2012 vom Schulwerk der Diözese Augsburg jährlich vergebene Petrus-Canisius-Preis[11]